# Disa rosea
Disa rosea är en orkidéart som beskrevs av John Lindley. Disa rosea ingår i släktet Disa och familjen orkidéer. Inga underarter finns listade i Catalogue of Life.

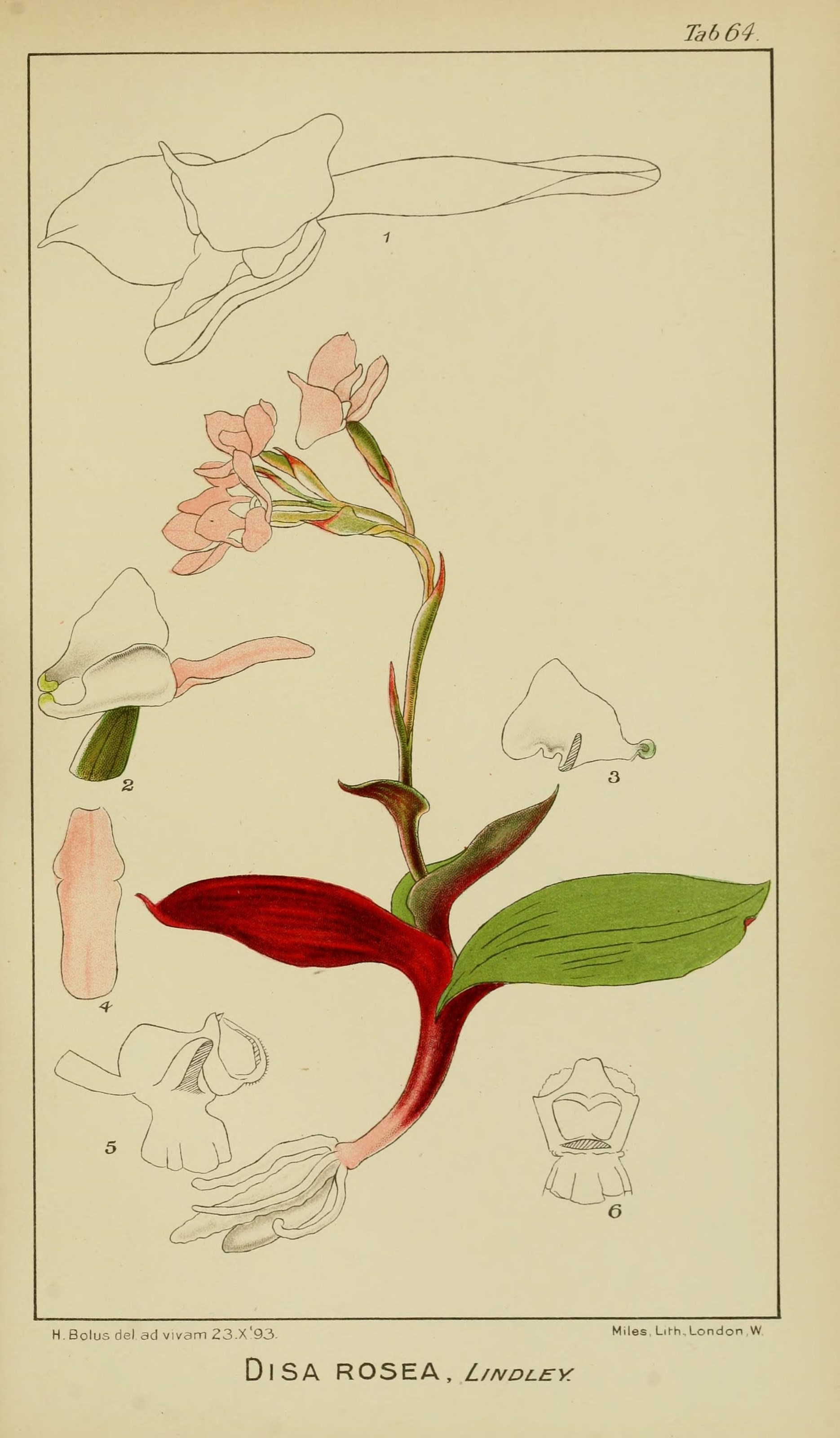